# 扁颅蝠冠状病毒HKU4
扁颅蝠冠状病毒HKU4（Tylonycteris bat coronavirus HKU4、Bat-CoV HKU4）是乙型冠狀病毒屬的一種病毒，於2006年由香港大學的研究團隊發表，在香港的扁顱蝠樣本中被發現，其基因組長約30000nt，除冠狀病毒皆有的複製酶與四種結構蛋白外，此病毒還有NS3a、NS3b、NS3c與NS3d等四種輔助蛋白。
在乙型冠狀病毒屬中此病毒與中東呼吸症候群冠狀病毒（MERS-CoV）、刺蝟冠狀病毒和伏翼蝠冠狀病毒HKU5（HKU5）的關係較為接近。此病毒與中東呼吸症候群冠狀病毒皆使用二肽基肽酶-4（DPP4）為感染細胞的受體，不過前者已適應人類細胞的DPP4而得以對其造成感染，後者則否。2018年的研究顯示中國廣東、廣西的扁顱蝠屬蝙蝠樣本中發現了許多與HKU4高度相關的病毒，且HKU4在野外可能有與和MERS-CoV相關的病毒發生重組的情形。